# Cresson (Teksas)
Cresson je grad u američkoj saveznoj državi Teksas. Prema popisu stanovništva iz 2010. u njemu je živjelo 741 stanovnika.